# École supérieure des troupes spéciales
L'école supérieure des troupes spéciales (ESTS) est l'école des troupes aéroportées et des troupes spécialisées de l'armée algérienne basée à Biskra.

## Historique
L'école supérieure des troupes spéciales est une école militaire qui appartient aux forces terrestres algériennes, elle est née à partir du centre d'instruction des commandos (CIC) crée en 1963 à Skikda.À la suite de cela en 1971, ce centre fut transféré à Biskra au portes du désert pour devenir le Centre de formation des troupes aéroportées (CFTA), seuls les unités spécialisées ainsi que les parachutistes y étaient formées.
En 1975, dans le cadre du développement de l'armée nationale populaire, le centre est devenu l'école des troupes aéroportées (ETA).
En 1991, dans le cadre de la restructuration de l'armée nationale populaire, l'école a pris l'appellation de l'école d’application des troupes spéciales (EATS).
Et depuis 2017 l'école a pris pour nom « école supérieure des troupes spéciales » (ESTS).
Depuis 1991, l'ESTS forme tous les parachutistes et les unités spécialisés de l'armée algérienne mais elle forme aussi les militaires des armées étrangères.

## Organisation
L'ESTS possède plusieurs compagnies d'instructions, ainsi que des bureaux éducatifs (bureau des sports, d'instructions etc.)

## Missions

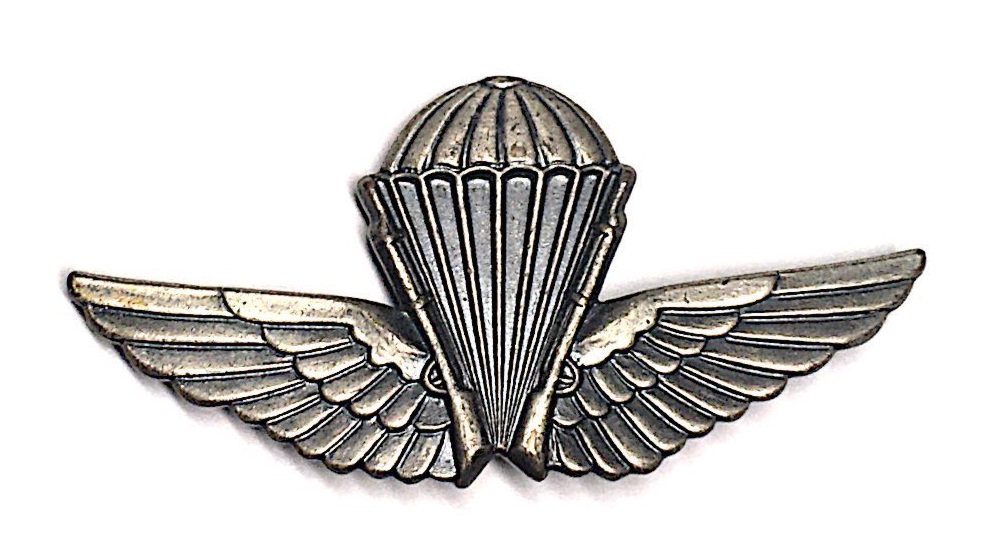
Insigne de brevet parachutiste de l'ANP.

Dans le cadre de ses missions de formation spécialisées de l'armée, les écoles sont chargées, :
- D'assurer la formation spécialisée des troupes spéciales aux officiers et sous-officiers des parachutistes
- De suivre les stages au niveau des unités, assurés par les instructeurs de l'école type stage commando, aguerrissement, survie etc.
- De dispenser les cours de perfectionnement et de formation spécialisé aux officiers et sous-officiers d'active
- De dispenser les cours d'application d'arme aux officiers et sous-officiers d'active à l'issue de leur formation de tronc commun
- De la formation des instructeurs parachutistes et des instructeurs commandos
- De l'organisation des cycles de saut en parachute aux élèves officiers de l'académie militaire de cherchell pour l'obtention du brevet de parachutiste
- De la formation de l'équipe nationale de parachutisme sportif
- De la formation des chuteurs opérationnels et des commandos parachutistes et des commandos de l'armée algérienne

Parallèlement à cette école on retrouve aussi le Centre de formation des troupes spéciales (CFTS) qui forme les hommes du rang et les caporaux. Ce centre de formation se trouve à proximité de l'ESTS.
De plus l'ESTS travaille aussi en étroite collaboration avec l'école de formation commando et d'initiation au parachutisme (EFCIP) de Boghar, ainsi qu'avec les autres écoles militaires et centres d'instruction de l'armée algérienne.

## Formation
La formation des élèves de l'ESTS est basé sur,,, :
- Le sport militaire (parcours d'obstacles, parcours de gestion de stress etc.)
- Maîtrise des différents armements de l'armée algérienne et des armées étrangères.
- La formation militaire spécialisée aux unités de parachutistes et autres.
- Le parachutisme militaire
- Les cours de perfectionnement et les recyclages
- Les cours d'application et de formation spécialisé type commando, et parachutiste
- Le brevet militaire professionnel de 2e degré
- Le brevet militaire professionnel de 1er degré
- Le certificat militaire professionnel no 2
- Les arts martiaux de l'armée algérienne (Kuk-sool-won, ju-jitsu, karaté, judo)
- L'apprentissage des langues étrangères.

L'école y forme tout aussi bien des militaires, des gendarmes, des pompiersetc. algériens qu'étrangers.
La formation dure 6 mois et se fait en deux phases :
- Formation de base d'une durée de deux mois ;
- D'une formation de spécialité des stagiaires allant jusqu'au niveau de chef d'équipe d'une durée de quatre mois.

La durée totale de la formation spécialisé (pour les opérateurs des forces spéciales) est de 18 mois.

## Structures
L'école et le centre de formation des troupes spéciales possèdent des structures pédagogiques importantes telles que des salles d'enseignement assisté par ordinateurs, un labo de langues, les salles d'étude de survie, de topographie, de tactique et de parcours d’exercices d'épreuves comme le parcours psychologique, nautique, d'obstacles et un champ de tir tactique,.
De plus l'école possède aussi plusieurs terrains et des camps d'entraînement ainsi que de plusieurs champs de tir de différentes distances, elle possède également une piscine semi-olympique, des salles omnisports.
L'école dispose également d'un hôtel, d'un restaurant, d'un foyer pour chaque catégorie de stagiaires (hommes du rang, sous-officiers, officiers) d'une salle de cinéma, d'un musée et d'une bibliothèque.